# Charlotte von Lieven
Baronessa poi principessa Charlotte Karlovna Gaugreben, (in russo: Шарлотта Карловна Гаугребен) (1742 – 7 marzo 1828), è stata una nobildonna russa.

## Biografia

### Matrimonio
Sposò il barone Otto Heinrich Andreas von Lieven (1726-1781). Ebbero cinque figli:
- Karl Andreevič (1767-1844)
- Fëdor Andreevič (1770-1796)
- Christopher Andreevič (1774-1838), generale dell'esercito russo e diplomatico
- Ivan Andreevič (1775-1848)
- Ekaterina Andreevna

Rimasta vedova e senza mezzi, si stabilì nella sua tenuta nella regione del Baltico, dove si occupò dell'educazione dei figli. Nel 1783, su raccomandazione dell'allora Governatore di Riga, Georg von Browne, gli venne offerto il posto di governante delle granduchesse da parte dell'imperatrice Caterina II. Nel novembre 1783 la baronessa arrivò a corte.
Nonostante la difficoltà dell'incarico, la baronessa si guadagnò subito la fiducia dell'imperatrice e della granduchessa Maria Feodorovna. Ebbe un grande impatto sulla formazione non sono solo delle figlie di Paolo I, ma anche sui granduchi - il futuro Nicola I e Michail Pavlovič.
Nel 1799 Paolo I la elevò al rango di contessa per i suoi brillanti risultati nella formazione delle granduchesse.
Il giorno dell'incoronazione di Nicola I, venne elevata al rango di principessa.

## Morte
Morì il 7 marzo 1828.